# Sikeston
Sikeston (/ˈsaɪkstən/) è una centro abitato degli Stati Uniti d'America, situata sia nella contea di Scott meridionale, sia nella  Contea di New Madrid, entrambe nel Missouri.
Il nome della città deriva da John Sikes, che la fondò nel 1860. Secondo i dati del censimento del 2010, la città ha una popolazione di 16.318 abitanti.

## Geografia
Secondo lo United States Census Bureau, la città ha un'area totale di 17,48 miglia quadre (45,27 km²), di cui 17,32 miglia quadre (44,86 km²) è terra e 0,16 miglia quadre (0,41 km²) è acqua.

## Storia
La terra per fondare la città di Sikeston fu prima posseduta dal francese Francis Paquette.  Nel 1829 l'area della futura città fu acquistata dalla famiglia Stallcup. Nel 1859 il fondatore John Sikes, essendosi imparentato con la famiglia Stallcup, assunse il controllo dell'area e fondò la città.
La prima casa di Sikeston, la Baker House, fu probabilmente costruita nel 1855, circa cinque anni prima che la città venisse fondata. Uno dei primi abitanti della città fu Lee Hunter, a cui è stata intitolata una scuola elementare, sorta sul fienile della sua casa.

## Sanità
Il Delta Medical Center è stato istituito a Sikeston nel 1948. L'ospedale dà lavoro a oltre 600 operatori sanitari e ha 200 letti.

## Cultura

### Istruzione

#### Scuole pubbliche
Il 73,3% dei cittadini residenti a Sikeston maggiori di 25 anni possiede almeno un diploma di scuola superiore; il 14.2% possiede almeno una laurea triennale; e il 5.0% ha una laurea specialistica o professionale. Le scuole superiori presenti sono la Sikeston Senior High School e la Scott County Central High School.

#### Scuole private
Sikeston ha tre scuole private usate sia per scopi scolastici che per scopi religiosi dagli studenti e dalle loro famiglie.
- St. Francis Xavier Catholic School
- Solid Rock Christian Academy
- Southeast Missouri Christian Academy

#### Scuole tecniche e universitarie
- Southeast Missouri State University-Sikeston, situata a Cape Girardeau.
- The Sikeston Career & Technology Center
- Three Rivers Community College, un campus satellite del Poplar Bluff

## Giornali locali
- The Sikeston Standard Democrat è il giornale di Sikeston.  Deriva il nome da due precedenti giornali della città, ossia The Democrat Advertiser e The Daily Standard.

## Economia
Da una stima del 2008 si ricava che l'indice del costo della vita di Sikeston era più basso (80.4) della media nazionale di 100. Il tasso di disoccupazione, invece, era pari al 7,6%. I principali datori di lavoro del paese includono Unilever, l'ospedale Missouri Delta Medical Center, le scuole pubbliche cittadine e Wal-Mart.

## Amministrazione

### Gemellaggi
Sikeston è gemellata con Yeosu nella Corea del Sud e Buffalo.

## Nel cinema
- A Sikeston sono stati girati i film Love Takes Wing e L'amore trova casa
- Nel film del 1962 L'odio esplode a Dallas, con William Shatner e diretto da Roger Corman, ci sono scene girate nel centro di Sikeston e nel vecchio tribunale di Charleston.[5]